# ويليام غينسبيرغ
ويليام غينسبيرغ (بالإنجليزية: William Ginsberg)‏ هو عالم بيئة أمريكي، ولد في 1930، وتوفي في 14 مايو 2006.